# Fred Rosser
Frederick Rosser (* 2. November 1983 in Union, New Jersey), besser bekannt unter seinen Ringnamen Fred Rosser und Darren Young ist ein US-amerikanischer Wrestler. Derzeit tritt er häufig für New Japan Pro-Wrestling an.

## Leben

### Jugend und Anfänge
Rosser wuchs in Union, New Jersey auf und besuchte die Union High School, an der er American Football spielte. Bereits als Teenager begann er sich für Wrestling zu interessieren und versuchte sich am sogenannten Backyard Wrestling. Danach studierte er an der Fairleigh Dickinson University. Dort setzte er für ein Jahr seine Footballkarriere fort. Während des Studiums entschied er sich jedoch, professioneller Wrestler zu werden. Nach intensiver Suche entschied er sich, die Wrestling-Schule Camp IWF in West Paterson, New Jersey zu besuchen. Sein Wrestling-Debüt in der Independentszene erfolgte 2002. Rosser trat unter anderem für Chaotic Wrestling und die Independent Wrestling Federation an. Bei letzterer Promotion errang er mit der IWF Heavyweight Championship seinen ersten Titel. Dort wurde er von Promoter Jim Kettner entdeckt und 2004 zur East Coast Wrestling Association geholt. Dort durfte er den ECWA Mid Atlantic Championship gewinnen.

### WWE (2005–2017)

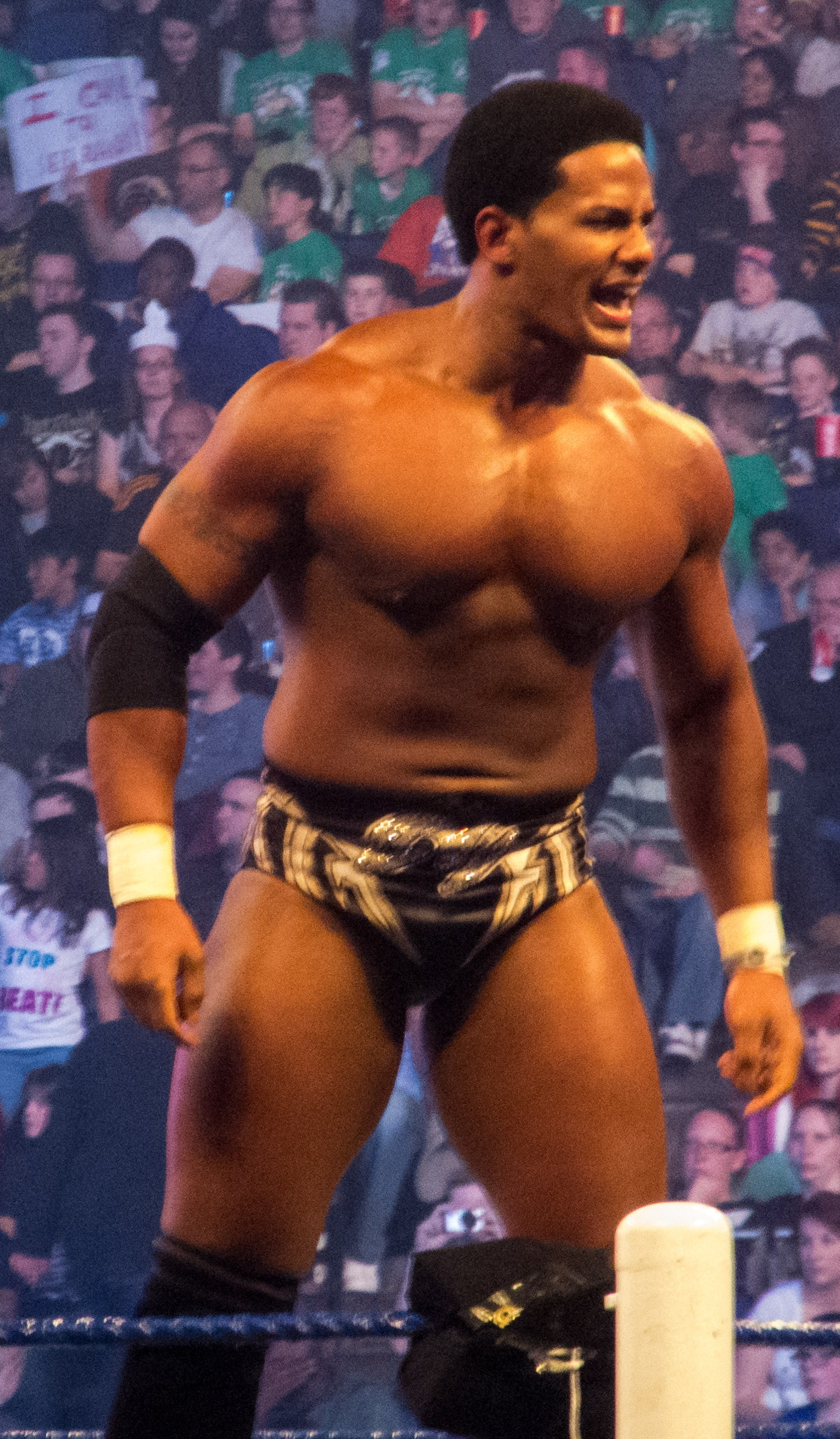
Darren Young 2012

Nachdem Rosser bereits zwischen 2005 und 2006 in den WWE Shows Sunday Night Heat und Velocity aufgetreten war und einige Dark Matches für SmackDown und Raw bestritten hatte, unterschrieb er 2009 einen Entwicklungsvertrag mit der WWE. Wie die meisten neuen Wrestler absolvierte er ein Jahr das Trainingsprogramm der Entwicklungsliga Florida Championship Wrestling (FCW) und trat erstmals als Darren Young auf. Mit Percy Watson unterhielt er dort ein Tag-Team.
Rosser nahm an der ersten Staffel der Wrestlingshow WWE NXT teil, wo ihm Wrestler CM Punk als Mentor zugewiesen wurde. Rosser schied in Woche 13 aus und landete damit auf Platz fünf.
Mit den übrigen Teilnehmern der ersten Staffel von WWE NXT formte Rosser das Heel-Wrestlingstable The Nexus, das im Juni 2010 bei Raw debütierte. Nach seinem Faceturn im September desselben Jahres stieg Rosser als Einzelkämpfer in den Ring.
Ab März 2011 trat Rosser in der fünften Staffel von WWE NXT auf, wo ihm dieses Mal Chavo Guerrero als Mentor zur Seite gestellt wurde. Im April 2012 wechselte Rosser gemeinsam mit Thaddeus Michael Bullard, besser bekannt unter dem Ringnamen Titus O’Neil, zu SmackDown. Das Tag Team, das den Namen The Prime Time Players erhielt, trat zunächst als Heels auf. Im August 2013 erfolgte der Faceturn des Duos.
Am 31. Januar 2014 wandte sich Bullard der Storyline zufolge gegen seinen Tag-Team-Partner, was zur Auflösung der Prime Time Players führte. Vorübergehend trat Rosser wieder als Einzelkämpfer in den Ring.
Am 12. April 2014 verletzte sich Rosser in einem Match gegen Fandango am Knie. Nach achtmonatiger Verletzungspause feierte Young Dezember 2014 sein WWE-Comeback bei einem Live-Event in Winnipeg. Ins Fernsehen kehrte er im Februar des folgenden Jahres zurück. Wenig später bildete er erneut ein Tag Team mit Titus O’Neil – die Neuauflage der Prime Time Players. Die beiden traten als Faces in den Ring und machten sich regelmäßig über Gimmicks der Tag-Team-Konkurrenz lustig. Im Rahmen der PPV-Veranstaltung Money in the Bank am 14. Juni 2015 besiegten die Prime Time Players das Stable The New Day und wurden damit zum ersten Mal in ihrer Karriere zu WWE Tag Team Champions ernannt. Den Titel gaben sie später an das Tag Team The New Day ab. Anschließend wurde das Tag Team wieder getrennt.
2016 übernahm Bob Backlund die Rolle von Youngs „Life Coach“. Die beiden spielten mit satirischen Einspielern unter dem Kampagnennamen „Make Darren Young Great Again“ auf Donald Trumps „Make America Great Again“ an. Im Laufe des Jahres wurde er Kandidat für den WWE Intercontinental Championship. Sein Titelmatch bei WWE Battlegrounds endete jedoch mit einem unentschieden. Beim großen WWE Draft wechselte er zu WWE Raw, wo er eine Fehde mit seinem alten Tag-Team-Partner Titus O’Neil begann.
Am 29. Oktober 2017 wurde Rosser von der WWE entlassen.

## Outing
2013 outete sich Rosser als homosexuell. Damit ist er der erste geoutete Wrestler, der gleichzeitig bei der WWE unter Vertrag steht und außerdem durch ein offizielles Statement unterstützt wird. Vor ihm outeten sich bereits andere Wrestler, so zum Beispiel Pat Patterson und Orlando Jordan, dies erfolgte jedoch nach dem Ende ihrer Karriere bei der WWE.

## Erfolge

### Titel
- Chaotic Wrestling
1× Chaotic Wrestling New England Championship
1× Chaotic Wrestling Tag Team Championship (mit Rick Fuller)
- East Coast Wrestling Association
2× ECWA Heavyweight Championship
1× ECWA Mid Atlantic Championship
- Independent Wrestling Federation
2× IWF Heavyweight Championship
Commissioner’s Cup Tag Team Tournament (2003, mit Hadrian)
Commissioner’s Cup Tag Team Tournament (2004, mit Kevin Knight)
Commissioner’s Cup Tag Team Tournament (2006, mit Franciz)
Tournament of Champions (2004)
- National Wrestling Superstars
1× NWS Tag Team Championship  (mit Bulldog Collare)
- New Japan Pro-Wrestling
1× NJPW STRONG Openweight Champion
- WWE
1× WWE Tag Team Champion (mit Titus O’Neil)
Slammy Award 2010 (als Teil von The Nexus)
1× Battle Royal Sieger

### Auszeichnungen
- Pro Wrestling Illustrated
Fehde des Jahres 2010 (als Teil von The Nexus)
Am meisten gehasster Wrestler 2010 (als Teil von The Nexus)
Inspirierendster Wrestler des Jahres (2013)
Platz 89 der 500 besten Wrestler 2013